# 小行星9566
小行星9566（英語：9566 Rykhlova）是一颗围绕太阳公转的小行星。1987年9月18日，柳德米拉·切爾尼赫在纳昂切尼奇发现了此天体。
这颗小行星的绝对星等为95.10962等。